# Melissos de Samos
Melissos de Samos fou un filòsof de l'escola d'Elea i almirall de Samos, que visqué al segle v aC.
Era fill d'Itàgenes. Del poc que se sap de la seva vida, hom sap amb certesa que fou comandant naval de Samos i que en dirigí la flota, la qual derrotà les tropes de Pèricles i d'Atenes en una batalla.
Sembla evident que Melissos fou conegut i deixeble de Parmènides i Zenó d'Elea, car coneixia les doctrines de l'escola d'Elea (fos per testimoni directe o indirecte), i era contemporani d'ambdós. En canvi, que tingués relació personal amb Sòcrates i Plató és improbable, no per motius cronològics, sinó per la situació de guerra entre Samos i Atenes, que fa poc creïble el contacte entre aquests dos filòsofs i Melissos.
La seva filosofia es conserva en uns fragments del seu escrit Sobre la natura, o sobre l'ens (transmesos pel filòsof Simplici) i, sobretot, pel tractat anònim Sobre Melissos, Xenòfanes de Colofó i Gòrgies de Leontins. Encara que no hi ha gaire informació sobre Melissos, filòsof de caràcter una mica secundari, sí que podem fer-nos algunes idees del seu pensament.
Melissos representa una continuïtat molt fidel al pensament de Parmènides, si bé hi ha, de fet, algunes diferències notables entre aquest últim i el nostre filòsof. Igual que Parmènides, nega la pluralitat d'éssers (afirmant un sol ésser únic) i també nega el moviment (afirmant, com Parmènides i Zenó, que "l'únic ésser" està immòbil en l'espai i no es pot moure "cap enlloc"). També afirma que l'ésser únic no admet divisions (és "compacte").
A diferència de Parmènides, en canvi, afirma que l'ésser és material i infinit; és a dir, mentre que el principal pensador de l'escola d'Elea afirma que l'ésser és immaterial i "en forma d'esfera", Melissos afirma que l'ésser és format per matèria (i, per tant, hom suposa, l'ésser d'aquest almirall coincideix amb l'univers, és a dir, no és pas extern a aquest de cap manera (segons Melissos)) i, també, nega el caràcter finit i esfèric d'aquest, afirmant que "l'ésser és infinit" (el no-ésser no pot limitar l'ésser; per tant, aquest no té límits d'extensió, s'allarga a l'infinit; i no com Parmènides que, tot i negar-li el moviment, el concep "com a finit i amb límits").
En alguns dels seus fragments, en què parla del relativisme dels sentits, ja anuncia idees que apareixeran en la teoria dels àtoms que desenvolupà Demòcrit, i en les teories relativistes de Protàgores. Tanmateix, si bé Melissos admet la relativitat i pluralitat del coneixement, ho fa creient que és una pluralitat fictícia, aparent, falsa; només l'ésser únic existeix. Així, els sentits són una font de coneixement falsa, mentre que el coneixement (de l'ésser únic) és (l'únic) coneixement possible, real i indubtable.
Aristòtil de seguida manifestà aversió per Melissos (i, també, per Zenó d'Elea). És sabut, per exemple, que la raó per la qual Aristòtil no acceptés mai gens el pensament del darrer filòsof de l'escola eleàtica, era perquè aquest últim creia que l'infinit era material, mentre que Aristòtil creia, més d'acord amb Parmènides, que "l'únic que podia ser infinit" era precisament allò immaterial, o sigui, les formes aristotèliques. (Tampoc s'ha de descartar el fet que "el filòsof" no podia veure Melissos ni en pintura perquè eren, precisament, de dues nacions enemigues, Atenes i Samos respectivament.)
Hom pot fer una llista, exposada en el llibre de l'anònim, sobre les característiques de l'ésser "parmenidià" de Melissos: l'ésser "és etern, infinit, únic, homogeni, immòbil, i no pot sentir pas ni pena ni cap emoció".
Respecte a l'últim punt mencionat, es pot tenir algun dubte sobre si Melissos veia, del seu ésser material i infinit, algun tipus d'antropomització, (tipus déu monoteista per entendre'ns (monoteisme). En un dels seus fragments, Melissos diu exactament que "ell (l'ésser) no pot morir, ni tampoc envellir, perquè, si en deu mil anys hagués de transformar-se, ni que fos un sol pèl, al llarg del temps acabaria destruint-se del tot".
Les evolucions que Melissos feu en Parmènides no tingueren gaire o cap rastre en el futur. Amb poques dècades comptà, com hem dit, amb l'oposició d'Aristòtil, i a més, els pocs detalls que se saben de les seves teories (i el fet, naturalment, que sempre estigué sota l'ombra de Parmènides) feu que l'almirall tingués molt poc de ressò en la filosofia futura.